# 土橋とし子
土橋 とし子（つちはし としこ、女性、1960年 - ）は、日本のイラストレーター、絵本作家、漫画家。和歌山県出身。大阪在住。

## 略歴
浪速短期大学（現･大阪芸術大学短期大学部）芸術学部デザイン美術科卒業。「プレイガイドジャーナル」でADを担当していた日下潤一のアシスタントを経験し、1985年よりフリーイラストレーターとして活動を始めた。
つちはしとしこ名義で、ガロで漫画家としてデビューし、コミックアゲインなどで1980年代に活躍した。現在はイラストレーター、絵本作家として活動中。
漫画『ちびまる子ちゃん』に同姓同名のキャラクターが登場するが、この土橋とし子がモデルである。

## 作品
- ありのあちち
- ありの あわわ
- にぎにぎ － からだこころげんき
- よいこの玉手箱
- したきりすずめ 六月のむすこほか
- おとうさんの玉手箱
- ものものずかん
- うりこひめとあまんじゃく さるじぞう
- ゆうきのおにたいじ
- ムッシーげきじょう
- 食べ物づくりで遊ぼう
- オリオン画報
- 極楽さん
- せかいのはじまり
- 名医ポポタムの話 － ショヴォー氏とルノー君のお話集
- ライロニア国物語 － 大人も子どもも楽しめる13のおとぎ話
- 幼児のためのよみきかせおはなし集2
- おちゃのじかん
- 切っても切ってもプラナリア
- なにわくいしんぼうくらぶ
- 方言なるほど辞典